# Kościół Niepokalanego Poczęcia Najświętszej Maryi Panny w Grębaninie
Kościół Niepokalanego Poczęcia Najświętszej Maryi Panny w Grębaninie – rzymskokatolicki kościół parafialny należący do parafii pod tym samym wezwaniem (dekanat Kępno diecezji kaliskiej).

## Historia
Świątynia powstała jako kaplica w 1615 roku (obecnie jest to prezbiterium). W 1712 roku została rozbudowana o nawę, dzięki staraniom Antoniego Stoińskiego. W 1850 roku została dobudowana wieża. W 1873 roku została wyremontowana dzięki funduszom Marianny Kręskiej. Ponownie została odremontowana w latach 1960 – 65 i 1973 (wymieniono wówczas podłogi) oraz w 1995 roku.

## Architektura i wnętrze
Budowla jest drewniana, jednonawowa, orientowana), posiada konstrukcję zrębową. Jej prezbiterium jest mniejsze w stosunku do nawy, zamknięte jest trójbocznie, z boku jest umieszczona zakrystia. Wysoka kwadratowa wieża konstrukcji słupowej znajduje się od frontu. Zwieńcza ją dach namiotowy i blaszana wieżyczka z latarnią i krzyżem. Dzwony pochodzą z lat 1687 i 1927 r. Świątynię nakrywa dach dwukalenicowy, pokryty gontem, na dachu jest umieszczona sześciokątna wieżyczka na sygnaturkę. Wnętrze nakryte jest stropem w formie pozornego sklepienia kolebkowego, przechodzącego w nawie po bokach w odcinki płaskie podparte słupami. Chór muzyczny jest podparty czterema profilowanymi słupami, charakteryzuje się parapetem o prostej linii, znajduje się na nim klasycystyczny prospekt organowy. Podłoga została wykonana z desek. Belka tęczowa jest ozdobnie rzeźbiona, umieszczony jest na niej barokowy krucyfiks z 2 połowy XVII wieku. Ołtarz główny w stylu późnorenesansowym pochodzi z 1629 roku i jest ozdobiony późnogotycką rzeźbą z około 1500 roku Matki Bożej z Dzieciątkiem czczoną jako cudowna. Kościół posiada cztery ołtarze boczne: dwa w stylu wczesnobarokowym z połowy XVII wieku i dwa barokowe z połowy XVIII wieku. Ambona w stylu późnorenesansowym powstała w 1 połowie XVII wieku, jest polichromowana, przedstawione są niej postacie ewangelistów i chrzest Chrystusa. Późnogotyckie rzeźby powstały w XVI wieku.

## Organy
Organy wybudował Jan Spiegel z Rychtala w 1880 roku. W latach 50. lub 60. XX w. organmistrz Stefan Fiołka z Kępna wyposażył organy w dmuchawę elektryczną oraz zamontował nowe piszczałki prospektowe w miejsce skonfiskowanych w 1917 roku przez Niemców. Instrument przestał być użytkowany w 1988 r. i wskutek zalania wiatrownic oraz miechów wodą pozostawał przez kilkadziesiąt lat niesprawny. Konserwacji poddano zarówno zespół brzmieniowy, jak i wystrój architektoniczny wraz z dekoracją pozłotniczą i malarską na powierzchni płycin. 
Dyspozycja instrumentu:
| Manuał                   | Pedał             |
| ------------------------ | ----------------- |
| 1. Principal 8 Fuß       | 1. Subbaß 16 Fuß  |
| 2. Flöte 8 Fuß (kryty)   | 2. Octavbaß 8 Fuß |
| 3. Viola di Gamba 8 Fuß  |                   |
| 4. Flöte 4 Fuß (otwarty) |                   |
| 5. Octave 4 Fuß          |                   |
| 6. Progressio 3 Fach     |                   |
| 7. Spitzflöte 2 Fuß      |                   |